# Famille de Beauchamp
Cette page explique l’histoire ou répertorie les différents membres de la famille de Beauchamp.
Pour les articles homonymes, voir de Beauchamp.
La famille de Beauchamp (de Beaucamp) est une famille anglo-normande de moyenne importance, qui s'implante en Angleterre durant le règne de Guillaume le Roux. Elle n'est pas liée aux Beauchamp du Worcestershire (les lords d'Elmley, comtes de Warwick), ni à ceux du Somerset (les lords de Hatch Beauchamp).
La famille tient la modeste baronnie de Bedford en Angleterre, qui doit un service de 45 chevaliers. Leurs fiefs sont principalement dans le Bedfordshire, avec quelques terres dans le Buckinghamshire l'Hertfordshire, le Cambridgeshire, l'Essex, et l'Huntingdonshire. La famille est importante sur le plan local du Bedfordshire, mais rarement sur le plan "national".

## Membres remarquables
Le premier membre connu de cette famille est Robert né vers 1020, il est père d'Hugues (né vers 1050 et décédé entre 1114 et 1118), dont on suppose qu'il est d'origine normande. Un certain Hugues de Beauchamps commandait les troupes du Val de Sienne en 1066 à la bataille d'Hastings. Hugues acquiert des terres par mariage avec Mathilde, qui semble être la fille et héritière de Raoul Tallebosc ou Taillebois, châtelain de Bedford et shérif du Bedfordshire. Il y a peu d'information sur la famille pour le premier tiers du XIIe siècle. Il semble avoir au moins deux fils, Simon et Robert.
Son fils Simon († 1136/1137), est sénéchal d'Étienne d'Angleterre en 1136. Sa fille épouse Hugues de Beaumont qui reçoit l'honneur et le château de Bedford, puis est créé comte de Bedford. Ceci provoque la colère des Beauchamp qui considèrent être dépouillés de leur héritage.
Miles († 1142/1153), son neveu aîné, promet à Étienne de le soutenir durant son règne s'il lui laisse le château de Bedford, dont il s'est emparé. Étienne vient l'assiéger, et il est obligé de se rendre à Noël 1137. Le château est alors confié à Hugues de Beaumont dit le Pauvre. En 1141, Miles réussit à reprendre le château mais le reperd peu après. À l'accession au trône d'Henri II d'Angleterre en 1154, la famille récupère le château et sa baronnie.
Son frère, Payn, lui succède, il épouse Rohaise, fille d'Aubrey II de Vere († 1141) et veuve de Geoffrey de Mandeville, 1er comte d'Essex, femme très active.
Leur fils, Simon II († 1206/1207), hérite de la baronnie. De 1194 à 1197, il est shérif du Bedfordshire et du Buckinghamshire.
Son fils, Guillaume († 1260) lui succède. Il sert dans l'armée royale en Irlande en 1210, et dans le Poitou en 1214. Il rejoint la rébellion contre Jean sans Terre en 1215 et est excommunié par la pape Innocent III. En 1217, il est capturé à la bataille de Lincoln, mais parvient rapidement à revenir en faveur auprès du roi. En 1224, son château, qui était aux mains de Falkes de Bréauté, est partiellement détruit. Il le récupère, mais n'a pas le droit de le fortifier. Plus tard, il est un baron de l'échiquier, shérif du Bedfordshire et du Buckinghamshire et aumônier héréditaire au couronnement d'Henri III et d'Éléonore de Provence, lors de leur mariage en 1236. Il épouse Gunnora de Lanvaley, puis Ida, fille de Guillaume de Longue-Épée, 3e comte de Salisbury.
En 1257, il laisse sa baronnie à son troisième fils, Guillaume († 1262). Celui-ci ne tient la baronnie que cinq ans, et meurt possiblement empoisonné. Les terres sont sous tutelle durant la minorité de son frère, John. Ce dernier est tué à la bataille d'Evesham (1265), alors qu'il combat pour Simon de Montfort, durant la seconde guerre des barons.
La baronnie est partagée entre ses trois sœurs et leurs héritiers. La famille disparaît.

## Généalogie
Généalogie des membres principaux.
- Hugues (actif entre 1066 et 1118), lord de Bedford
  - Simon († 1137)
    - une fille non nommée
  × Hugues de Beaumont, comte de Bedford

  - Robert († av. 1130)
    - Miles († 1142/1153)
    - Payn († 1155)
  × Rohaise de Vere († apr. 1166)
      - Simon II († 1206/1207)
        - Guillaume († 1260)
          - Simon († av. 1257)
          - John († av. 1257)
          - Guillaume († 1262)
          - John († 1265)
          - Maud
  ×1 Roger II de Montbray,
  ×2 Roger Lestrange
          - Béatrice
  × Thomas FitzOtes
          - Ela
  × Baldwin de Wake